# 土佐兄弟
土佐兄弟（とさきょうだい）は、ワタナベエンターテインメント所属の実の兄弟からなるお笑いコンビである。ワタナベコメディスクール18期生。両者共に東京都中央区日本橋出身。

## メンバー
卓也（たくや、1987年9月28日 - ）（37歳）
兄、ツッコミ担当。立ち位置は向かって右。
- 血液型O型。
- 本名：土佐 卓也（とさ たくや）
- 成城中学校・高等学校、獨協大学経済学部卒業。
- 既婚。
- 中学1種社会科、高校1種地理歴史科・公民科の教員免許を取得しており、英検準2級、調理師免許資格を持つ。しかし、クイズ番組に出演した際に、足利義満が正答となる問題に、足利尊氏と誤答したことがある。2025年には小型船舶免許2級を取得した。
- 特技は楽器演奏（ギター、ベース、ドラム）と作詞作曲。学生時代はバンドを組んでいた。
- 趣味はサーフィン、ラーメンの食べ歩き、旅行（鈍行列車の旅、弾丸ツアー）。
- 好きな音楽はゆず、日向坂46、映画はラブコメディものを好む、漫画は『ドラゴンボール』。
- 中学から私立に通い、高校では生徒会長を務めた。本人曰く、目立ちたがり屋だった。大学時代はギャル男で、ファッション雑誌『Seventeen』にも掲載された経験がある。所属していた部活は野球部、水泳部、卓球部、ハンドボール部、相撲部。この他にスキー経験もある。
- 有輝曰く、いたずらなど何をしても怒らない。
- 芸人としてデビューする前は3年間サラリーマンで保険会社とインターネット関連会社に勤務。
- 大阪で勤務していた社会人3年目の秋にバーベキュー中に同僚に背後からドロップキックをしようとしたところ落下し、前歯を折り、自宅療養中に視たお笑いの動画で大笑いしたことと、以前から自分でもお笑いをやってみたいと思っていたことから、お笑いの道を志すようになる。

ゆうき（1994年12月15日 - ）（30歳）
弟、ボケ・ネタ作成担当。立ち位置は向かって左。
- 血液型O型。
- 本名：土佐 有輝（とさ ゆうき）
- 中央区立銀座中学校、専修大学附属高等学校卒業、専修大学経済学部中退。
- 英検3級、漢検準2級、アドバンスドダイビングライセンス（水深30mまで潜水可）所持。
- 未婚。
- 中学高校時代はサッカー部に所属していたことから、サッカーに詳しく、観戦も趣味にしている。この他スキー、スノーボードの経験もある。
- 趣味はギター。
- 映画は邦画、ホラーを好む。好きな漫画は『ROOKIES』、『ろくでなしBLUES』、『べしゃり暮らし』。
- 好きな音楽はももいろクローバーZ。
- 「高校生の時にももクロに全てを捧げていた」と語っており、高校卒業後大学に進学するが、卓也が「お笑いやんないか」と誘ってきた時に、「お笑いやったらももクロに会えんのか？」と聞き、卓也は「会えるよ、当たり前だろ、そのために芸能界行こうぜ」と答えたため、お笑いの道を選んだ。ももクロに会う夢は6年目に叶った。
- 俳優の小栗旬に似ており、自身もものまねを得意とする。また、高校時代から似ていると言われていたという。ものまねは他にトランペットの音、花火の音、高校の時の数学の池田先生、ドトールコーヒーの椅子を引く音などの音真似（いわゆる形態模写）も得意。小栗旬のものまねを得意とするおばたのお兄さんとマロンマロンというユニットで出演したこともある。

## 略歴
実家は日本橋の老舗呉服店だったが、父の代で廃業した。
兄の卓也が会社を辞め、弟の有輝を誘って芸人の道に進む。2013年4月、ワタナベコメディスクールに18期生として入学。在学中、事務所主催の若手ネタバトルライブ「NEW COMER!」、さらに上位のみが出演できる「WEL NEXT」に出場し、2014年3月のワタナベコメディスクール卒業後、ワタナベエンターテインメントに所属。スクール時代の同期にはフワちゃんなどがいた。
有輝がたまに披露する学校の話や先生のものまねなどを聞いていた卓也は「面白くて、こいつ才能あるな」と密かに思っていたという。
兄弟の年の差が7歳あるということから、そのジェネレーションギャップから作ったネタが多い。当初は卓也が作成したネタの台本を見た有輝が「どこかで見た台本だな」と思ったことで、以後は主に有輝が作成している。
2019年後半頃より、有輝が演じる「高校生あるある」動画がTikTokを中心に話題を呼び、2021年6月時点でTikTokでの動画総再生回数が7億回を突破した。卓也は撮影担当及び画面外からの音声のみの出演。撮影場所は有輝の母校の専修大学附属高等学校を使っていたが、新型コロナウイルスの流行以降は、実家の一室を教室風に改造して使用している。
2021年7月2日に、YouTubeでサブチャンネル「土佐兄弟の放課後チャンネル」を開設し、卓也が演じる「高校生なしなし」動画が話題になった。

## 賞レース成績

### M-1グランプリ
| 年度             | 結果      | エントリー No. | 敗者復活戦 | 備考 |
| ---------------- | --------- | -------------- | ---------- | ---- |
| 2015年（第11回） | 1回戦敗退 | 2493           |            |      |
| 2016年（第12回） | 2回戦進出 | 608            |            |      |
| 2017年（第13回） | 3回戦進出 | 1684           |            |      |
| 2018年（第14回） | 2回戦進出 | 1419           |            |      |
| 2019年（第15回） | 3回戦進出 | 2062           |            |      |
| 2020年（第16回） | 2回戦進出 | 2850           |            |      |
| 2021年（第17回） | 3回戦進出 | 2461           |            |      |
| 2022年（第18回） | 3回戦進出 | 2319           |            |      |
| 2023年（第19回） | 3回戦進出 | 4012           |            |      |
| 2024年（第20回） | 3回戦進出 | 7099           |            |      |

### その他
- 2018年 ワタナベお笑いNo.1決定戦2018 最終決戦進出
- 2019年 ワタナベお笑いNo.1決定戦2019 決勝進出
- 2020年 ワタナベお笑いNo.1決定戦2020 決勝進出
- 2021年 ワタナベお笑いNo.1決定戦2021 決勝進出
- 2023年 ワタナベお笑いNo.1決定戦2023 決勝進出[20]

## 出演

### テレビ

#### 過去のレギュラー出演番組
- あるある土佐カンパニー（2020年10月8日 - 2021年9月29日、テレビ朝日）[21]
- あるある土佐カンパニー2(ネオ)　(2021年10月8日 - 2022年3月26日、テレビ朝日)
- 青春しか勝たん！（2020年10月1日 - 2020年12月24日、BSテレ東）[注 1][21]

- 笑札 (2015年9月21日、日本テレビ）
- シューイチ（2015年12月27日・2017年1月1日、日本テレビ）「2016年ブレイクちょい前芸人特集
- サンドウィッチマンの天使のつくり笑い（NHKラジオ第一）
- 輝け!ギャラ3000円芸人（BSスカパー）
- ものまねグランプリ（2015年9月22日・2016年9月27日・2017年5月16日・9月26日・2018年10月2日・2020年12月22日、日本テレビ）
- サンバリュ「ココロ震えろ!ネプグラフ」（2016年5月15日、日本テレビ）
- 渋谷の笑擊戦隊 (2016年7月1日、渋谷のラジオ）
- PON!（2016年7月7日、日本テレビ）
- 天才!カンパニー（2016年7月16日、日本テレビ）
- しゃべくり007（2016年11月14日・2020年4月27日、日本テレビ）
- 超ハマる!爆笑キャラパレード（2016年11月26日、フジテレビ） - 有輝のみ、彼と同じく小栗旬の物真似をするおばたのお兄さんと共に「マロンマロン」というコンビでの出演
- ただいま、ゲーム実況中!!（2016年12月30日、テレビ朝日）
- アカデミーナイトG（2017年1月10日、TBS）
- ZIP!（2017年1月25日・4月6日・10月6日・11月8日、日本テレビ） - 「ワラガチャ!」のコーナー
- バクモン学園 （2017年5月1日・5月29日・6月26日・8月14日・9月18日・9月25日、テレビ朝日）
- 激!今夜もドル箱（2017年5月9日、テレビ東京）
- ウチのガヤがすみません! （2017年5月30日・6月27日・8月29日・9月12日・11月7日・2018年1月30日・2020年4月7日、日本テレビ）
- にちようチャップリン （2017年9月24日・2018年7月1日・7月22日、テレビ東京）
- バクモン学園!!住んでみた （2017年10月2日・11月6日・2018年1月8日、テレビ朝日）
- ビートたけしの映画小説大ヒットなのに日本はなぜ勲章をくれないのかTV（2017年12月27日、TBS）
- エンタの神様 （2017年12月29日・2018年9月15日・12月22日・2020年12月30日・2021年12月29日、日本テレビ）
- EXD44 （2018年2月4日、テレビ朝日）
- 前略、西東さん (2018年2月24日、中京テレビ)
- 有吉ゼミ（2018年5月28日・2020年10月19日・2022年11月14日、日本テレビ）5/28は有輝のみ
- ネタパレ （2018年11月9日・12月31日・2019年1月18日・3月1日・11月15日・2021年1月22日・2月5日・7月30日・8月6日・9月3日・11月26日、フジテレビ）8/6は卓也のみ
- ネプリーグ（2018年11月19日・2019年2月11日・2020年11月16日・2023年9月4日、フジテレビ）
- そろそろにちようチャップリン（2018年12月8日・12月15日、2020年10月24日・2021年7月10日・7月17日、テレビ東京）
- 超逆境クイズバトル!!99人の壁（2019年3月16日、フジテレビ）
- 親愛なる、あだ名様（2019年6月10日、テレビ東京）
- わらたまドッカ〜ン（2018年4月23日・2021年1月11日、NHK Eテレ）
- ももクロChan（2019年12月4日・2020年3月11日・5月13日・5月20日・6月3日・6月10日・6月17日・7月1日・7月8日・7月15日、テレビ朝日）
- 探シタラTV（2020年5月14日・5月21日）5/14は卓也のみ
- かみひとえ（2020年6月29日・7月27日、テレビ朝日）
- 櫻井・有吉THE夜会（2020年7月2日・2022年1月13日、TBS）1/13は有輝のみ
- 有田P おもてなす（2020年7月18日・2021年5月22日、NHK総合） - 7/18は有輝のみ
- 有吉ぃぃeeeee!そうだ!今からお前んチでゲームしない?（2020年7月26日・2022年6月26日・9月11日、テレビ東京） - 7/26は有輝のみ
- 千鳥のクセがスゴいネタGP（2020年8月15日・10月8日・10月15日・11月12日・11月19日・11月26日・12月10日・2021年1月2日・1月14日・1月21日・2月4日・2月11日・2月25日・4月8日・6月3日・6月17日・7月8日・7月22日・8月5日・9月23日・10月14日・2022年5月19日・6月23日・6月30日・7月7日・8月4日・10月20日・11月3日・11月17日・12月1日・12月22日・2023年3月23日、フジテレビ）
- 人生が変わる1分間の深イイ話（2020年8月31日、日本テレビ）
- Qさま!!（2020年9月28日・2022年7月25日、テレビ朝日）
- 動物スクープ100連発（2020年10月1日、TBS）
- アメトーーク！（2020年10月8日・2022年4月21日・2023年6月15日、テレビ朝日）6/15は卓也のみ
- 沸騰ワード10（2020年10月16日・11月6日・2021年1月29日・7月23日、日本テレビ）
- ヒルナンデス!（2020年10月29日・2021年1月22日・11月19日、日本テレビ）11/19は卓也のみ
- ワラリズム（2020年11月2日、フジテレビ）
- 青春高校 3年C組 （2020年11月2日・2021年1月18日、テレビ東京）
- お笑い二刀流 MUSASHI（2020年11月3日、テレビ朝日）
- 爆笑問題&霜降り明星のシンパイ賞!!（2020年11月8日・12月13日、テレビ朝日）
- フィーチャーズ （2020年11月10日、フジテレビ）
- 松岡修造&小芝風花の高校生はCANDOだ!（2020年11月14日、フジテレビ）
- 勝手に実家にお邪魔しました。（2020年11月18日、テレビ東京）
- ももクロちゃんと!（2020年11月20日、テレビ朝日）
- とくダネ!（2020年11月23日、フジテレビ）
- くりぃむクイズ ミラクル9（2020年11月25日、テレビ朝日）- 有輝のみ
- 不可避研究中（2020年11月27日、NHK総合）
- 炎の体育会TV（2020年11月28日・2021年10月16日、TBS）
- ワールド極限ミステリー（2020年12月2日・2021年1月20日・4月21日、TBS）
- メレンゲの気持ち（2020年12月5日、日本テレビ）
- 土佐花恋の＃ゆとりずむ〜世界を維新するゆとり世代ドキュメント（2020年12月5日・12月12日、2022年3月13日・5月7日、BSフジ）
- 東大王（2020年12月9日・2021年6月2日・9月15日・2022年4月27日、TBS）6/2は有輝のみ
- グッとラック!（2020年12月11日、TBS）
- 10万円でできるかな（2020年12月21日、テレビ朝日）
- THE突破ファイル（2020年12月24日・2021年2月4日・3月18日・6月24日、日本テレビ）2/4、3/18、6/24は有輝のみ
- ゲームズ・ボンド（2020年12月26日、テレビ朝日）
- 有吉%〜半分とれるかな?〜（2020年12月27日、フジテレビ）- 有輝のみ
- 踊る!さんま御殿!!（2020年12月29日・2021年6月22日、日本テレビ）
- 第54回爆笑ヒットパレード2021（2021年1月1日、フジテレビ）
- 芸能人が本気で考えた!ドッキリGP（2021年1月9日・6月19日・7月3日・7月31日・2023年8月5日・11月11日、フジテレビ） - 1/9、6/19、7/3は有輝のみ 11/11は卓也のみ
- 痛快TV スカッとジャパン（2021年1月11日・3月8日・3月15日・4月26日・5月24日・6月14日・8月16日、フジテレビ）3/15は有輝のみ
- この差って何ですか?（2021年1月12日、TBS）
- ズームイン！！サタデー（2021年1月23日、日本テレビ）
- 出没!アド街ック天国（2021年1月23日・2022年7月9日、テレビ東京）
- 沼にハマってきいてみた（2021年2月1日、NHK Eテレ）
- 今夜はナゾトレ（2021年2月2日・3月2日・6月1日・8月17日、フジテレビ）
- クイズ!オンリー1（2021年2月6日、TBS）
- ニンゲン観察バラエティ モニタリング（2021年2月18日・5月13日、TBS）
- ビズペディア（2021年2月18日、テレビ東京）
- 林先生が驚く初耳学!（2021年2月21日・8月1日、毎日放送）
- アイ・アム・冒険少年（2021年2月22日、TBS）
- あいつ今何してる?（2021年3月17日・3月24日・4月7日、テレビ朝日）
- 潜入!ウワサの大家族（2021年3月19日、フジテレビ）
- おもしろく入る部屋（2021年3月22日、テレビ東京）
- ロンドンハーツ（2021年3月23日、テレビ朝日）- 卓也のみ
- 鬼旨ラーメンGP（2021年3月24日、フジテレビ）
- ハライチ・伊沢の東京ワールドツアーズ（2021年3月28日、フジテレビ）
- 所JAPAN（2021年4月5日、関西テレビ）
- ザ・ホースマン笑（2021年4月8日・4月29日、フジテレビ）
- ラヴィット!（2021年4月14日・5月5日・5月18日・6月8日・9月22日・2022年1月14日、TBS）1/14は有輝のみ
- お笑い脱出ゲーム（2021年4月24日、フジテレビ）- 有輝のみ
- よじごじdays（2021年1月13日・5月5日・7月28日・9月1日・10月13日・11月10日・12月22日・2022年3月23日・4月20日・5月18日・7月13日・8月31日・10月12日・11月16日・2023年1月11日・4月12日・6月7日・2024年5月29日、テレビ東京）
- まんぷくダービー（2021年5月6日、TBS）
- 世界まる見え!テレビ特捜部（2021年5月17日、日本テレビ）
- 内村のツボる動画（2021年5月29日・2023年6月20日、テレビ東京
- いきなり日本を笑わせろ！（2021年5月23日、フジテレビ）
- デカ盛りハンター（2021年5月25日・2022年10月28日、テレビ東京）
- オオカミ少年（2021年5月28日・2022年1月14日・3月18日、TBS）- 有輝のみ
- 15ビョーーーン（2021年6月6日・10月30日、テレビ東京）
- 内村&さまぁ～ずの初出しトークバラエティ 笑いダネ（2021年6月8日、日本テレビ）
- 芸能人ハローワーク ウチの後輩、大丈夫ですか?（2021年8月29日、テレビ朝日）
- サンド軍VSナイツ軍!とっておき激推し芸人ネタバトル!（2021年9月5日、テレビ東京）
- バラバラフェス（2021年9月5日、テレビ朝日）
- 日テレ系お笑いの祭典 NETA FES JAPAN（2021年9月8日、日本テレビ）
- よるのブランチ（2021年9月8日・2022年5月18日・5月25日・2023年5月3日、TBS）
- お笑い演芸館（2021年9月9日、BS朝日）
- 食い神さん（2021年9月12日、フジテレビ）
- ブイ子のバズっちゃいな!（2021年9月15日、テレビ朝日）
- 火曜は全力!華大さんと千鳥くん（2021年10月5日、関西テレビ）有輝のみ
- クイズ!ドレミファドン!（2021年10月7日・2023年3月27日、フジテレビ）3/27は有輝のみ
- チャント!!Jリーグ（2021年10月23日・10月30日、テレビ朝日）
- 片っ端から喫茶店（2021年10月25日・11月1日・11月8日・11月15日・11月22日・2022年9月12日・9月19日、テレビ大阪）
- アンタッチャブルの全人未答（2021年10月29日、関西テレビ）
- 一撃解明バラエティ ひと目でわかる!!（2021年11月9日、日本テレビ）
- クイズ!あなたは小学5年生より賢いの?（2021年11月19日、日本テレビ）
- 上田晋也の日本メダル話（2021年12月5日・12月12日、日本テレビ）
- ウンナンのニッポン全国大表彰!国民的オブ・ザ・イヤー（2021年12月28日、日本テレビ）
- 笑って年越したい!笑う大晦日（2021年12月31日、日本テレビ）
- THE鬼タイジ（2021年12月31日、TBS）有輝のみ
- このあるある、コントにしてください！（2022年1月3日、関西テレビ）卓也のみ
- 中居大輔と本田翼の夜な夜なラブ子さん（2022年1月20日、TBS）
- ふらっとあの街 旅ラン10キロ「大学のある街 多摩丘陵」（2022年2月9日、NHK-BSP）卓也のみ
- お願い!ランキング（2022年3月9日、テレビ朝日）
- 王様のブランチ（2022年3月19日、TBS）有輝のみ
- よなよなラボ（2022年3月19日、NHK総合）
- ダウンタウンDX（2022年4月7日、読売テレビ）
- ゴッドタン（2022年4月9日、テレビ東京）
- EXITV!〜FODの新作・名作をPon!Pon!見せまくり!〜（2022年4月21日・5月5日、フジテレビ）
- ぴったりにちようチャップリン（2022年4月30日・5月7日、テレビ東京）
- もったいないからヤれるとこまでやってみよう（2022年5月1日、テレビ朝日）
- 凄カワどうぶつ図鑑（2022年5月1日、テレビ東京）
- テレ東卓球塾〜ひとラリー、いっとくぅぅぅ?〜（2022年5月15日・7月17日・7月31日・10月9日・2023年1月8日・2月12日、テレビ東京）2/12は卓也のみ
- 千原ジュニアの座王（2022年5月20日、関西テレビ）
- ほほおちゴハン!（2022年6月4日、テレビ東京）- 有輝のみ
- 激レア動物タイムズ（2022年6月5日、テレビ東京）- 有輝のみ
- 三度の飯よりアレが好き!（2022年6月11日、MBS毎日放送）
- お願い!ランキング（2022年6月16日、テレビ朝日）
- 首都圏いちオシ!（2022年6月19日・7月17日、NHK総合）
- 負けるな！熱血ハナコのお笑い部（2022年6月22日・8月17日・8月24日・9月7日・9月14日・9月21日・9月28日・11月23日、テレビ埼玉）
- 夜中3時のイケメンサマー（2022年7月14日、テレビ東京）
- ついに出た!?未知の巨大生物を掘り当てろ!化石ハンター（2022年7月17日・8月6日・8月14日・9月17日、BSテレ東）- 有輝のみ
- 2分59秒（2022年7月27日、テレビ朝日）
- ジョブチューン（2022年7月30日、TBS）- 有輝のみ
- ニューヨークのクイズ！いつの間に!?（2022年7月31日、東海テレビ）
- これって分かります・・・よね?オークション（2022年8月6日、テレビ朝日）
- ちょっと福岡行ってきました!（2022年8月13日、九州放送）
- Let's美バディ（2022年8月15日・8月16日・8月17日・8月18日、TBS）
- バスVS鉄道 乗り継ぎ旅（2022年8月24日、テレビ東京）- 有輝のみ
- 高校生ぃぃeeeee!（2022年9月11日、テレビ東京）
- オンエア決めろ！ー笑武ー（2022年9月13日・9月17日、BSjapanext）
- 午後もじゅん散歩（2022年10月7日・11月25日・12月2日、テレビ朝日）- 10/7は有輝のみ、12/2は卓也のみ
- ラブ!!Jリーグ（2022年11月12日、テレビ朝日）- 卓也のみ
- 嗚呼!!みんなの動物園（2022年11月26日、日本テレビ）
- お笑いSDGs王決定戦（2023年2月4日、テレビ東京）
- お笑いワイドショー マルコポロリ!（2023年2月26日・9月17日、関西テレビ）
- あなたの研究みせてください（2023年3月5日、テレビ東京）
- ぽかぽか（2023年3月21日、フジテレビ）
- 千鳥のクセスゴ!（2023年4月23日・5月28日・6月11日・6月25日・8月13日・9月3日、フジテレビ）
- 川島明の芸能界(秘)通信簿（2023年5月27日、フジテレビ）
- 青春ってKOUKA（2023年6月2日、フジテレビ）
- レゴマスターズJAPAN（2023年6月3日・6月10日・7月22日、TBS）
- 座持ち動画グランプリ（日本テレビ、2023年6月22日）
- すとぷりくえすとっ（2023年7月2日・7月16日・7月23日・9月17日、テレビ東京）
- 所さんの学校では教えてくれないそこんトコロ!（2023年8月4日・10月6日、テレビ東京）
- ジンギス談（2023年9月3日・9月10日、HBC）
- 白黒アンジャッシュ（2023年10月17日・10月24日、チバテレビ）
- ボクらの時代（2023年11月12日、フジテレビ）- 有輝のみ

### ラジオ
- CultureZ（2020年9月29日 - 2023年3月23日、文化放送） - 月曜、火曜パーソナリティ[21]
- +Fruits presents Behind The Music（2024年2月6日 - 7月30日、interfm） - 卓也のみ

### ウェブテレビ
- 土佐兄弟の大学ドコイク（2023年3月23日 - 、Youtube） - MC出演
- しごとーく（2025年4月5日 - 、Youtube） - MC出演
- FC町田ゼルビアをつくろう〜ゼルつく〜（2020年3月6日 - 、AbemaTV）
- QUIZOOM（2020年5月4日 - 6日、AbemaTV）- チャレンジャー[22] ※卓也は4日、6日のみ
- チャンスの時間（2022年4月10日・5月16日、AbemaTV）卓也のみ
- 邪馬台国はどこですか？-HIMIKO IS COMING.-（2024年4月 - 、YouTube）[23]
  1. 目黒区元競馬場（2024年4月26日）[24]
  2. 元競馬場＆駒留八幡神社（2024年5月10日）[25]
  3. 三軒茶屋（2024年5月24日）[26]
  4. 馬車道（2024年6月7日）[27]
  5. 根岸競馬記念公苑（2024年6月21日）[28]
  6. 中華街（2024年7月5日）[29]
  7. 馬事公苑（前編）（2024年7月19日）[30]
  8. 馬事公苑（後編）（2024年8月2日）[31]

### テレビドラマ
- 行列の女神～らーめん才遊記〜 第5話（2020年5月18日、テレビ東京）有輝のみ - 鳥岡 役
- 日曜劇場『DCU〜手錠を持ったダイバー〜』（2022年1月16日 - 3月20日、TBSテレビ）有輝のみ - 大友裕也 役
- 未来への10カウント 最終話（2022年6月9日、テレビ朝日） - インターハイ予選会の観客の他校の高校生 役[32]
- イップス 第2話（2024年4月19日、フジテレビ）有輝のみ - 井上孝 役[33]

### 映画
- 赤羽骨子のボディガード（2024年8月2日、松竹）有輝のみ - 幡一平 役[34]

## 書籍
- とさのたね〜土佐兄弟、あるあるネタができるまで〜（2022年8月 - 2023年10月[35]、『コミックアルナ』2022年9月号[36] - 2023年11月号[37]、KADOKAWA、漫画：柏木大樹） - キャラクター原案（本人たちのコミカライズ）